# Battaglia di Haugsnes
La battaglia Haugsnes (islandese: Haugsnesbardagi) fu combattuta nella penisola vicino a Flugumýri nel Skagafjörður, nel Nord dell'Islanda, il 19 aprile 1246 tra le forze di Thordhur kakali e quelle di Brand Kolbeinsson, vinta dal primo. Fu uno tra gli scontri più sanguinosi combattuti nella storia dell'Islanda. La sconfitta e la morte in battaglia di Kolbeinsson decretò anche la fine del clan degli Ásbirningar.

## Contesto
La battaglia avviene in un'epoca piuttosto violenta per la storia medievale islandese. Tale periodo è definito Epoca degli Sturlungar, chiamata così per via dell'omonimo clan degli Sturlungar. L'isola è sostanzialmente divisa in 4 zone (nord, sud, est, ovest), guidate da 39 capi locali definiti goðar, ovvero signori della guerra che hanno un'organizzazione similare ai clan e quasi tutti vassalli del Re di Norvegia Haakon IV.

## Antefatti
Il più importante rappresentante del re in Islanda è Snorri Sturluson, appartenente al clan degli Sturlungar. Suo nipote, Sturla Sighvatsson viene sconfitto e ucciso nella  Battaglia di Örlygsstaðir del 1238 dai clan rivali capeggiati da Kolbeinn Arnórsson del clan degli Ásbirningar. Tale scontro viene ricordato come quello con il maggior numero di combattenti, quasi 2 000, avvenuto sul suolo islandese. I morti, però, sono quantificati in  50 o poco più.
Intorno all'anno 1242, circa tre anni dopo l'evento della battaglia di Örlygsstaðir, per vendicare la morte del fratello Sturla, ritorna dalla Norvegia Thordhur kakali che si stabilisce nella zona occidentale dell'isola.
Inizia a cercare alleati riuscendo a ripristinare la cosiddetta fylgoarmannasveit, cioè il corpo di guardia di ogni goðar.
Tra il 1243 e il 1244, Thordhur ormai ha costituito un esercito formato dai clan che è riuscito ad unire. Nonostante le sue forze siano inferiori a quelle di Kolbeinn, decide di dare inizio alla guerra.
Nella notte del 24 giugno 1244, avviene la Battaglia di Flòi, la più grande battaglia navale combattuta tra  islandesi. Nella prima fase della battaglia, nonostante l'inferiorità numerica, la flotta di Thordhur ottiene notevoli successi affondando molti vascelli nemici, ma la seconda fase lo costringe a ritirarsi. L'esito è che la battaglia non risulta essere decisiva e lascia gli schieramenti in una situazione ancora più precaria rispetto al contesto di partenza.
Il 22 giugno 1245, Kolbeinn Arnórsson muore all'età di trentacinque anni e viene sostituito da suo cugino Brand Kolbeinsson. Entrambi i contendenti voglio chiudere la faida con una nuova battaglia che chiarisca definitivamente le sorti dei rispettivi schieramenti.

## Battaglia
A metà aprile del 1246, l'armata di Thordhur, formata da circa trecento o quattrocento guerrieri, si muove dirigendosi verso il fiordo di Skagafjörður. Anche Brandr, probabilmente avvertito dei movimenti del nemico, si mette alla testa del suo esercito, formato da circa cinquecento o seicento guerrieri, per intercettare le forze nemiche.
Il 19 aprile 1246, le due armate si scontrano presso Haugsnes (Haugsnesbardagi). Stando ad alcuni studiosi, il piano di Thordhur è quello  di infiltrare alcuni suoi guerrieri tra le file nemiche col compito di ritirarsi al primo scontro per instillare confusione e scompaginare il piano di battaglia del nemico.
L'inganno architettato da Thordhur, nonostante implichi un rischio alto visto l'esiguo numero totale di guerrieri che probabilmente si conoscevano tra di loro, funziona poiché l'esercito avversario si sfalda quasi subito l'inizio della battaglia. Lo scontro termina con la morte di Brand.

## Analisi e conseguenze
Le perdite furono in totale di centodieci guerrieri. L'esercito degli Sturlungar ebbe perdite quantificate in circa quaranta uomini. Lo schieramento degli Ásbirningar subì le perdite maggiori in circa settanta uomini tra cui Brand Kolbeinsson. Le conseguenze della sconfitta in battaglia furono la fine del potere per il clan degli Ásbirningar e il declino della loro capacità militare.